# Victoria Cirlot Valenzuela
Victoria Cirlot Valenzuela (Barcelona, 9 d'abril de 1955) és una historiadora, medievalista, filòloga, traductora i editora catalana.
En l'actualitat és catedràtica de filologia romànica a la Facultat d'Humanitats i directora de l'Institut Universitari de Cultura de la Universitat Pompeu Fabra de Barcelona.
S'ha dedicat a l'estudi de l'Edat Mitjana: cultura cavalleresca i mística. Va realitzar diverses traduccions de novel·les artúriques dels segles XII i xiii del francès antic, com Perlesvaus o L'alt llibre del Grial i també de lírica trobadoresca. Entre els seus llibres dedicats a la novel·la artúrica destaca Figuras del destino. Mitos y símbolos de la Europa medieval. En l'àmbit de la mística medieval s'ha ocupat d'Hildegarda de Bingen en Vida y visiones de Hildegard von Bingen, així com d'altres escriptores místiques en La mirada interior. Escritoras místicas y visionarias de la Edad Media. Ha treballat sobre el fenomen visionari en estudis comparatius de l'Edat Mitjana i segle xx a Hildegard von Bingen y la tradición visionaria de Occidente i a La visión abierta. El mito del Grial y el surrealismo.
És directora de la col·lecció El Árbol del Paraíso de l'editorial Siruela. També s'ha ocupat de l'edició de l'obra del seu pare, el poeta i autor del Diccionari de símbols, Juan Eduardo Cirlot. És coordinadora del Grup d'Investigació de la Bibliotheca Mystica et Philosophica Alois M. Haas.
Les seves principals línies d'investigació són la literatura medieval, la teoria de la literatura i la literatura comparada.